# Adeílson Pereira de Mello
Adeílson Pereira de Mello, auch bekannt als Adeílson (* am 7. Oktober 1985 in Nova União, MG) ist ein brasilianischer ehemaliger Fußballspieler, der als Stürmer eingesetzt wurde.

## Karriere
Seine Karriere begann Adeílson 2002 beim Verein Santa Cruz FC. Nach Anstellungen, welche sich in der Regel auf die Austragung eines Wettbewerbs beschränkten, erhielt er 2004 einen Vertrag beim Verein Guarani FC. Seine nächste Station war der Tombense FC für ein Jahr. Von 2007 bis 2008 stand er beim Verein Ipatinga FC unter Vertrag.
Nach sechs Jahren in Brasilien ging er zum ersten Mal ins Ausland. Adeílson unterzeichnete beim französischen Verein OGC Nice. Für Nizza lief er in der Saison 2008/09 in zehn Spielen auf. Nach deren Beendigung wurde er im Mai 2009 für zwei Jahre in seine Heimat an Fluminense FC ausliehen. Hier trat er bis Dezember des Jahres noch in der Série A 2009 an. Im Juni 2010 kehrte Adeílson nach Frankreich zurück, wo er für die Saison 2010/11 in die zweite Liga an den FC Istres ausgeliehen wurde. Am Ende der Saison endete der Kontrakt mit Nizza und Adeílson kehrte in seine Heimat zurück. Danach spielte er dort für unterklassige Klubs, aber zwischenzeitlich auch für Klubs in den VAE.